# Františka Plamínková
Františka Plamínková (5. února 1875 Praha – 30. června 1942 Praha, Kobyliská střelnice) byla česká politička, novinářka, feministka a organizátorka československého a mezinárodního ženského hnutí. Měla velký podíl na ženské emancipaci v závěrečných letech existence Rakousko-Uherska a v době První Československé republiky. Zasadila se o zrušení celibátu učitelek a o zakotvení všeobecného (tedy i ženského) volebního práva do ústavy První republiky. Byla popravena během heydrichiády.

## Život

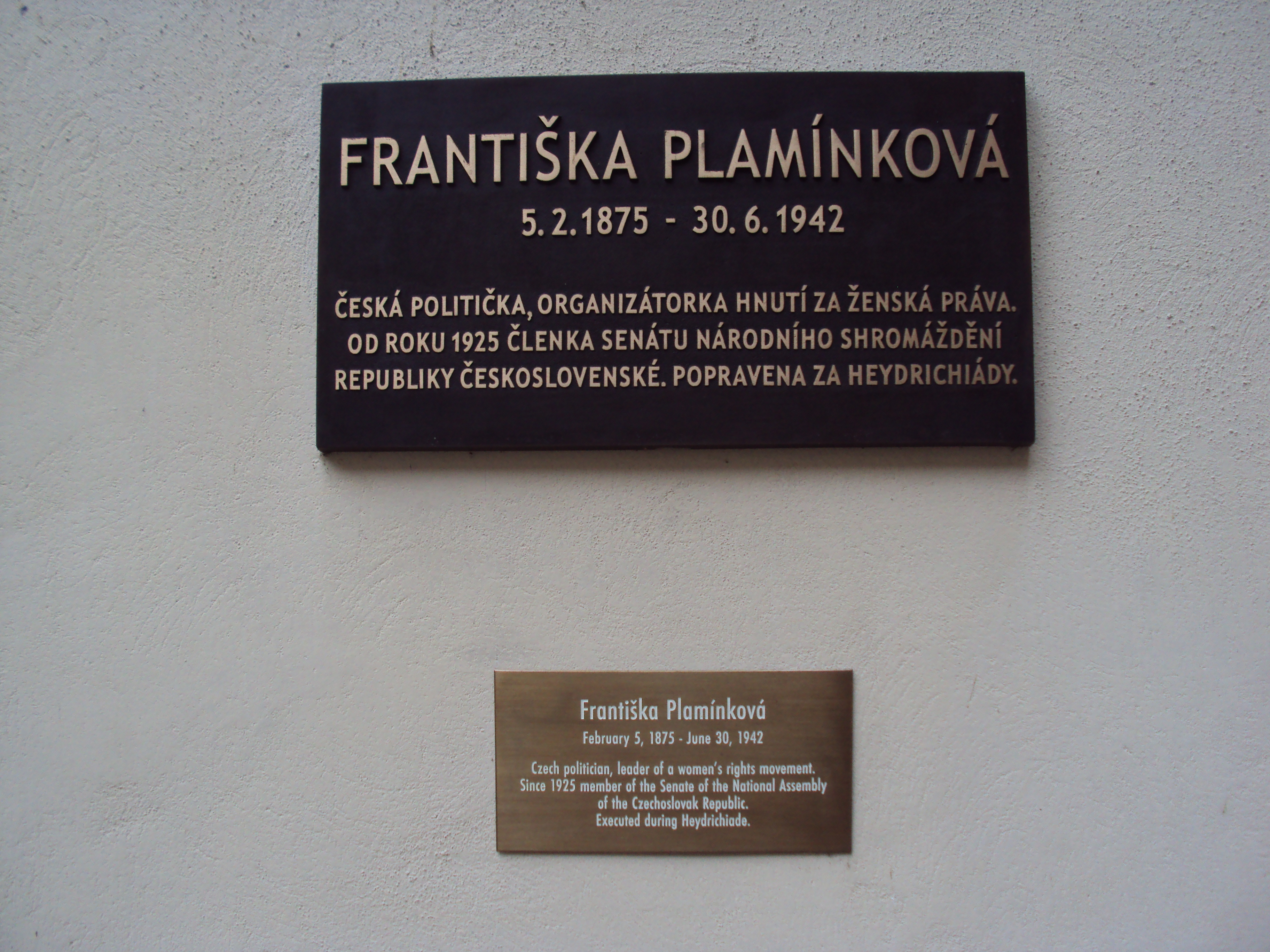
Pamětní deska u sídla Senátu v Praze

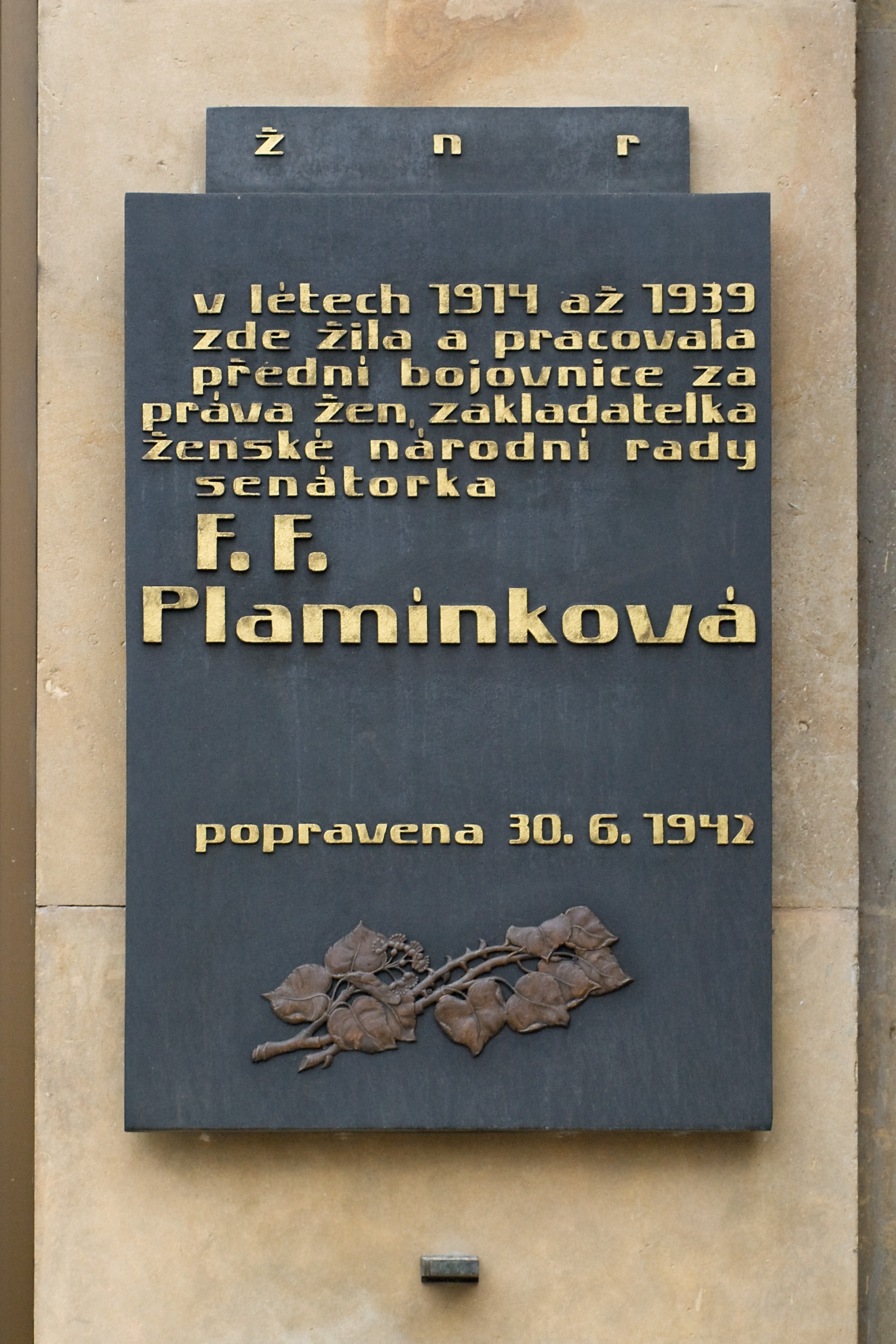
Pamětní deska na pražském Staroměstském náměstí

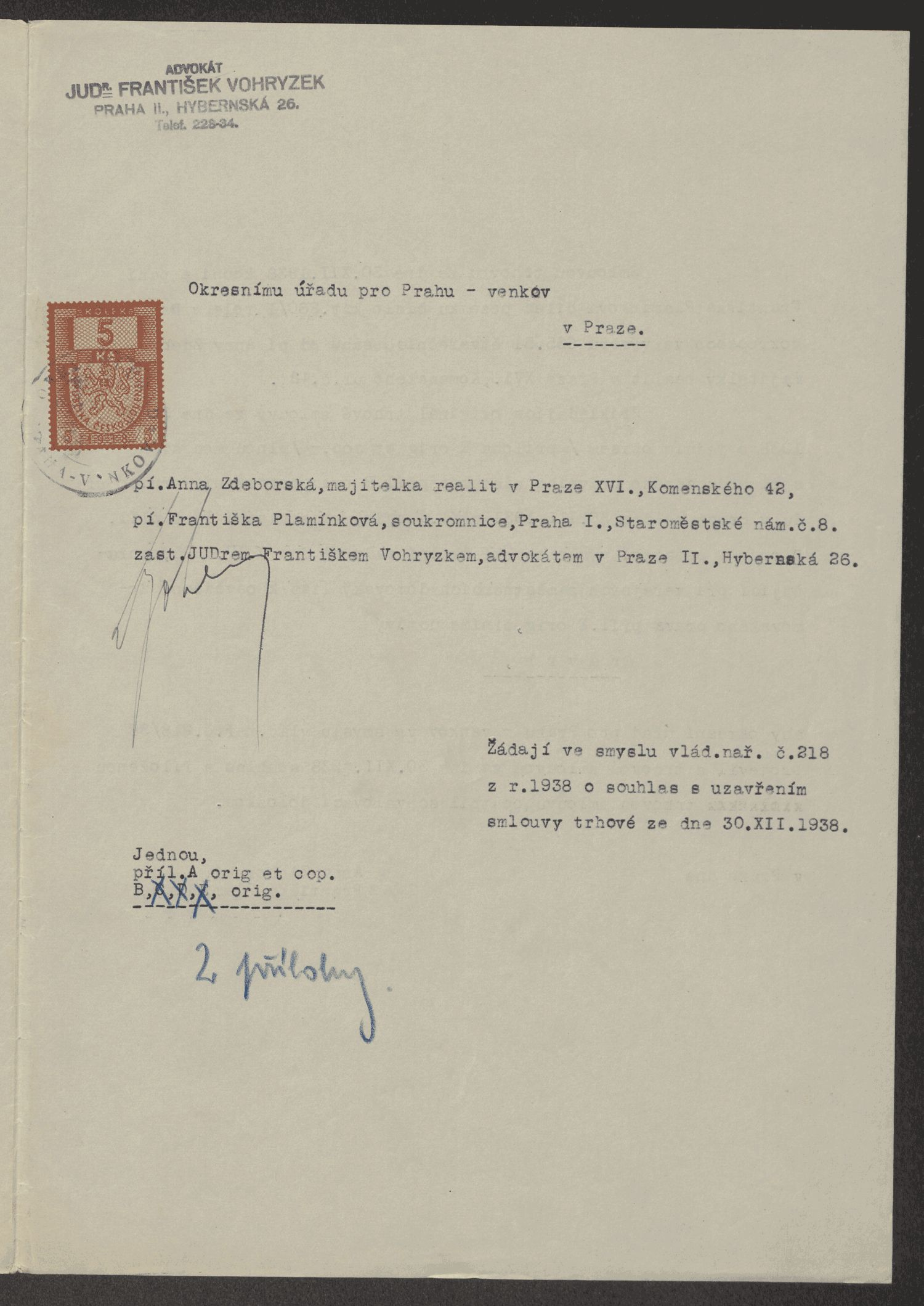
Žádost o schválení trhové smlouvy ze 30. prosince 1938 o koupi pozemku v Černošicích. (SOkA Praha-venkov)

Narodila se jako třetí a nejmladší z dcer pražského obuvníka Františka Plamínka a jeho manželky Františky, rozené Krubnerové. Absolvovala obecnou a měšťanskou školu a vystudovala Ústav pro vzdělání učitelek v Praze. Po maturitě vyučovala ve školním roce 1894/1895 v Táboře a Soběslavi. Od roku 1895 dostala dekret učitelky měšťanských škol v Praze. V roce 1908 byla jmenována definitivní učitelkou měšťanské školy v Praze-Bubnech. Učila až do roku 1924, od roku 1918 se aktivně věnovala i politice. Působila rovněž jako novinářka, když publikovala články o problematice ženských práv především v Časopise učitelek, Ženském obzoru a Ženské radě, někdy v Času a Českém slově. Od mladých let se stýkala s rodinou Masarykových.
Protože chtěla zůstat učitelkou, nesměla se vdát a mít děti, neboť od roku 1870 do roku 1919 oficiálně platil tzv. celibát učitelek. V mládí nicméně prožila vztah se studentem medicíny Vilémem Feyerem, s nímž byla dokonce zasnoubená. Kvůli celibátu ale ze sňatku sešlo, přátelé ovšem zůstali i později a druhé písmeno F. ve jméně pochází právě od příjmení jejího přítele. Důvodem bylo především to, že Plamínková se nechtěla vzdát svého profesního života. Svůj volný čas věnovala aktivitám, jimiž propagovala vytvoření společnosti, kde žena a matka bude mít stejnou důstojnost, stejnou hodnotu, stejné vzdělání a stejné možnosti uplatnit se v placeném zaměstnání jako muž, při zachování rodiny jako nejvyšší lidské a národní hodnoty.
Albína Honzáková označuje ve své knize Františku Plamínkovou za demokratku a humanistku s velkým sociálním cítěním. Z tohoto niterného uspořádání čerpala sílu a inspiraci pro své aktivity v ženském hnutí. Všem, kdo ji znal, imponovala svým zjevem, temperamentem a hlubokými historickými, uměleckými, kulturními, filozofickými i právnickými znalostmi, které si osvojila převážně samostudiem. Byla výbornou řečnicí, pohotovou, vtipnou a vždy dobře argumentačně připravenou.
Dne 14. září 1938 napsala otevřený dopis A. Hitlerovi, v němž se zastala prezidenta E. Beneše. Německého kancléře obvinila z národnostních i historických omylů o našem národě. Po 15. březnu 1939 odmítla zůstat v cizině, ačkoliv obdržela pas a legálně vyjela do Švédska, Norska a Dánska. Vrátila se, protože v těžkých chvílích „chtěla být se svým národem“. Dne 1. září 1939 byla poprvé zatčena. Po šesti týdnech byla propuštěna a pokračovala v činnosti Ženské národní rady. Její pasivní rezistenci vůči okupačnímu režimu v únoru 1942 několikrát v tisku napadl redaktor Poledního listu Karel Werner (v dubnu 1947 Národním soudem odsouzen k trestu smrti a popraven). Dne 11. června 1942 byla v rámci heydrichiády opět zatčena a vězněna v Terezíně. Z Terezína byla převezena do Prahy a 30. června 1942 na Kobyliské střelnici zastřelena. Hlavním důvodem její popravy byla skutečnost, že nechtěla veřejně odsoudit atentát na Reinharda Heydricha a tím zradit své vlastenectví, londýnský exil a dr. Edvarda Beneše.

## Spolková činnost
V roce 1897 se zúčastnila 1. sjezdu českoslovanských žen. Stala se členkou Spolku českých učitelek a zakladatelkou Ženského klubu českého (1903) a Výboru pro volební právo žen (1905). Pracovala rovněž v sociálních a humanitárních spolcích. V roce 1908 spolupracovala s Albínou Honzákovou na tvorbě hesla Ženská emancipace (feminismus) pro Ottův slovník naučný, kde napsala druhou část. V roce 1907 upozornila, že volební řád do Sněmu království českého z roku 1861 nevylučuje ženy z pasivního a aktivního volebního práva. V roce 1908, 1909 a 1912 proto usilovala o zvolení ženy za poslankyni, což se jí v případě Boženy Vikové-Kunětické v roce 1912 podařilo. Souběžně pracovala za zrušení celibátu učitelek a za rovnoprávnost žen a mužů v rodině a ve společnosti.
Jejím přičiněním byl v červenci 1919 po padesáti letech zrušen celibát učitelek.
V roce 1923 založila Ženskou národní radu a byla její předsedkyní až do roku 1942. Rada podle jejich instrukcí, vyplývajících ze znalosti práva i praktického života, připomínkovala návrhy na úpravu rodinného práva v nově připravovaném občanském zákoníku. Její návrhy se vlivem konzervativních poslanců během 20 let první republiky nepodařilo prosadit. ŽNR se od jejím vedením vyjadřovala též k předlohám dalších zákonů a vyhlášek, až do roku 1938. Některé zákony se k prospěchu žen přece jen podařilo prosadit , nebo aspoň zmírnit jejich negativní dopad v případech, kdy měly ženy poškodit, např. zákon, který sledoval propouštění vdaných státních úřednic.
Plamínková iniciovala postavení tzv. Červených domů v Praze-Holešovicích, Domoviny Charlotty Masarykové v Praze na Vinohradech, domu Ženského klubu českého Ve Smečkách 26 a vybudování Ženských domovů v Praze na Smíchově.
Prosazovala vzdělané a kvalifikované úřednice do státní a veřejné správy a jejich nárok na mateřskou dovolenou. Přála si vidět ženy jako diplomatky a ministryně. Už v listopadu 1906 ukázala na příští moderní ženu, když ve své přednášce O ženě moderní v Ženském klubu českém prohlásila: „Moderní ženské hnutí vším úsilím musí se zasadit o ... upravení poměrů sociálních tak, aby žena mohla spojit mateřství se svojí výdělečnou prací, bude-li toho třeba, nebo bude-li chtít.“ Totéž opakovala v prosincové přednášce 1911 a potom po celá dvacátá a třicátá léta 20. století. Nehlásala myšlenku (oproti Elišce Krásnohorské), že vzdělaná žena se má stoprocentně oddat pouze svému povolání a nezakládat rodinu. Plamínková byla mnohem dál. Chtěla pro ně obojí: povolání o rodinu. K péči o děti a domácnost měly ženy středních vrstev zaměstnávat pomocnici, čímž budou vytvářet pracovní místa. Další pomoc ženám viděla v mateřských školách, v přibývající technice pro domácnost a ve zjednodušených formách bydlení V tom předešla svou dobu.
V roce 1931 a 1932 promluvila ve Společnosti národů v Ženevě jako první Češka.

## Mezinárodní ženské hnutí
- 1908 – zúčastnila se mezinárodního kongresu Aliance pro volební právo žen v Amsterdamu. České liberální ženské hnutí tak přivedla na mezinárodní platformu.
- 1925 – odjela (s Albínou Honzákovou) do Washingtonu na kongres Mezinárodní ženské rady (International Council of Women). Byla tam zvolena první místopředsedkyní.[15] Po skončení akce obě ženy absolvovaly čtyřměsíční cestu po USA s přednáškami americkým krajanům.
- 1926 – zvolena místopředsedkyní Mezinárodní aliance pro volební právo žen
- 1930 – zvolena místopředsedkyní Open Door International
- 1931 – zvolena místopředsedkyní Mezinárodní federace výdělečně činných žen

Účast na dalších kongresech a konferencích během dvacátých a třicátých let 20. století přinesla Plamínkové mezinárodní věhlas a uznání. Vlastní pílí se zdokonalovala v jazycích a vystupovala v mnoha městech Evropy. V mezinárodních organizacích si ženy z různých koutů světa vyměňovaly zkušenosti a podklady k tomu, jak rozšířit demokracii a lidská práva též na ženy. Delegátky měly za úkol působit na vlády svých zemí, aby se zlepšil život žen pokud jde o vzdělání, rodinné právo, ochranu mateřství, péči o matku a dítě, zrovnoprávnění nemanželských dětí s dětmi manželskými, rovnoprávné uplatnění žen v placeném zaměstnání, ochranu dělnic, spoluúčast v zákonodárných sborech, dvojí morálku, poučování mládeže o biologii, zákaz obchodu se ženami a dětmi atd. Nedílnou součástí jejich setkávání byly akce na udržení míru.
Díky své účasti v mezinárodních ženských organizacích a úctě, kterou jí projevovali prezident T. G. Masaryk a prezident E. Beneš, si získala nejen domácí, ale i světový věhlas. Byla nejznámější Češkou v zahraničí.

## Politická strana
V únoru 1918 vstoupila do České strany národně sociální (pozdější Československé strany socialistické) a v listopadu 1918 byla za ni vyslána do pražského magistrátu. Roku 1919 a 1923 byla v řádných obecních volbách zvolena do Zastupitelstva a Rady hlavního města Prahy. Počátkem 20. let byla v rámci strany představitelkou levicového křídla, které se pokoušel ovlivnit Bohuslav Vrbenský a jeho skupina. Na rozdíl od něj ale stranu neopustila. Funkce v předsednictvu strany (1918–1921) se vzdala, ale ponechala si členství ve výkonném výboru strany a místopředsednictví v Ústředí žen při straně národně socialistické (1918–1938). V roce 1930 byla členkou programové komise národních socialistů. V parlamentních volbách v roce 1925 získala senátorské křeslo v Národním shromáždění ČSR. Mandát obhájila v roce 1929 a 1935. V senátu setrvala do jeho zrušení v polovině března 1939, přičemž během druhé republiky, na rozdíl od většiny stranických kolegů, nepřestoupila do nově zřízené Strany národní jednoty ani do Národní strany práce a zůstala nezařazenou senátorkou.

## Citace
"...Demokracie není lehká; demokracie žádá převýchovu nás všech, žádá vnitřní kázeň, abychom se – jednotlivci v rodině, ve společnosti, ve straně, v národě, ve státě - sami dovedli omezovat v tom, co nutné druhé dráždí, zneklidňuje, abychom tedy i společensky vytvářeli předpoklady klidného, rozšafného dohovoru! A nad tím vším – v hlubině našeho přesvědčení, musí být: že všichni mají stejné právo na život, a že toto právo někomu brát, znamená hřešit proti principu života, a že jsme všichni, celé lidstvo, na jedné lodi, kterou buď budeme společně řídit – anebo všichni s ní utoneme!“
Františka Plamínková, Marseille 1938
"V čele Výboru (pro reformu rodinného práva - pozn. aut.)  chápe se iniciativy, shání z celého vzdělaného světa pracovní materiál, sleduje s neutuchající pozorností postup prací studijní komise, zřízené při ministerstvu spravedlnosti, ... zkoumá každou větu, ba každé slovo elaborátu, řídí studium návrhů opravných ve Výboru a připravuje obranu žen, matek a manželek pro blízkou parlamentní kampaň podle svého nejlepšího vědomí a svědomí. Ovládá látku suverénně, proto autoritě její ochotně se podrobuje sbor zdatných spolupracovnic."
Kamil Harmach, přední člen Československé ochrany matek a děti, o předsedkyni Ženské národní rady Františce Plamínkové, 1935

## Film
- V českém filmu Milada o Miladě Horákové z roku 2017 vystupuje Plamínková jako její spolupracovnice a řídící členka 2. odboje, hraje ji Dagmar Bláhová.
- V roce 2020 byl dokončen dokumentární film o životě Františky Plamínkové pod názvem Zapomenutá Františka Plamínková.[20]